# Euphthiracarus vietnamicus
Euphthiracarus vietnamicus är en kvalsterart som beskrevs av František Starý 1993. Euphthiracarus vietnamicus ingår i släktet Euphthiracarus och familjen Euphthiracaridae. Inga underarter finns listade i Catalogue of Life.